# Быдгощская провокация
Быдгощская провокация (пол. Prowokacja bydgoska) — милицейское избиение группы активистов Солидарности на сессии воеводского совета в Быдгоще 19 марта 1981 года. Причиной конфликта стали упорные отказы властей легализовать независимый профсоюз крестьян-единоличников Сельская Солидарность. Столкновение и избиение спровоцировали всепольскую предупредительную забастовку 27 марта 1981. «Быдгощский март» являлся важной вехой и самым острым моментом социально-политического противоборства в ПНР 1980—1981.

## Вопрос о крестьянской «Солидарности»
С начала 1981 года в Польше развернулось движение за создание независимого профсоюза крестьян-единоличников (Сельская Солидарность). Польское индивидуальное крестьянство в целом было более лояльно властям, нежели рабочий класс и интеллигенция. Антикоммунистические протесты в польской деревне не обрели такого размаха, как в крупных промышленных центрах. Однако в польской деревне росло недовольство социальным неполноправием крестьянства, ценовой и налоговой политикой, государственным атеизмом правящей ПОРП.
Руководство ПОРП всячески препятствовало формированию «Сельской Солидарности». Формально отказ в регистрации обосновывался тем, что профсоюз является объединением наёмных работников, тогда как крестьяне являются собственниками и самостоятельными хозяевами.
8—9 марта 1981 крестьянские активисты собрались на конференции в Познани. Крестьянский независимый профсоюз де-факто возник под руководством 23-летнего фермера Яна Кулая, но не был легализован. Быдгощский профцентр «Солидарности» — один из самых радикальных в стране, во главе с Яном Рулевским — 16 марта 1981 объявил забастовку в поддержку крестьянских активистов. Был проведён совместный рабоче-крестьянский митинг, на котором Ян Рулевский и председатель воеводского учредительного комитета «Сельской Солидарности» Юзеф Вазьбиньский объявили о сотрудничестве в достижении общих целей.
Удалось достичь договорённости обсудить вопрос о «Сельской Солидарности» в Быдгоще на сессии воеводского совета 19 марта 1981 года, между двумя и тремя часами пополудни. Была формирована делегация из пяти организаторов крестьянского профсоюза и двадцати двух активистов «Солидарности».

## План и подготовка
Представители сталинистского «партийного бетона» ПОРП и чины силовых структур решили нанести удар по «Солидарности». Первоначальный план Службы безопасности (СБ) по срыву создания крестьянского профсоюза получил название Noteć и был согласован с политбюро ЦК ПОРП. План утвердил заместитель министра внутренних дел ПНР генерал Богуслав Стахура. В Быдгощ были стянуты усиленные наряды милиции, батальон ЗОМО и агенты СБ.
Исполнение курировали прибывшие из Варшавы в Быдгощ заместитель начальника IV управления МВД полковник Зенон Платек, начальник оперативного управления главной комендатуры милиции полковник Ян Велох, воеводский комендант милиции полковник Юзеф Коздра, заместитель коменданта по СБ полковник Зенон Дрында. Партийную санкцию предоставил первый секретарь воеводского комитета ПОРП Генрик Беднарский, организационную сторону курировал секретарь воеводского комитета Богдан Дымарек, пропагандистское обеспечение — секретарь воеводского комитета Януш Земке.
Как рассказывал много лет спустя Ян Рулевский, «Солидарность» не ожидала столкновения, полагая свою повестку вполне конструктивной. Первый секретарь Беднарский, не так давно назначенный вместо одиозного Юзефа Майхжака, ещё считался своего рода «партийным либералом». Вопрос был поставлен на повестку дня Быдгощского совета. На сессию прибыл из Варшавы заместитель председателя Совета министров ПНР Станислав Мах. Была приглашена делегация быдгощской «Солидарности» во главе с Рулевским и представители крестьянского движения во главе с Михалом Бартоще. Предварительные переговоры вели со стороны властей комендант милиции Юзеф Коздра и вице-воевода Роман Бонк.

Комендант уверял нас, что милиция не будет использована против представителей рабочего класса, — вспоминал Рулевский. — Обманул, как маленьких детей.

Силовые приготовления властей были замечены активистами. Решив настоять на своём, группа учредителей крестьянского профсоюза забаррикадировалась в одном из помещений воеводского совета. Ян Велох рапортовал в Варшаву об их якобы вооружении топорами и ломами (что впоследствии опровергалась). В сложившейся ситуации командовавший операцией полковник Платек не решился на силовое выдворение протестующих. План Noteć оказался сорван, в оперативный ход был введён запасной план Sesja.

## Избиение на заседании
Заседание Быдгощского совета началось в 10:00. Присутствовали профсоюзные делегаты, а со стороны властей секретарь воеводского комитета ПОРП Богдан Дымарек, вице-воеводы Роман Бонк и Владислав Пшибыльский, вице-премьер Станислав Мах. Обсуждался первый пункт повестки: утверждение кандидатуры воеводы (главы администрации). Депутаты проголосовали за представителя Объединённой крестьянской партии (сателлитная организация ПОРП) Богдана Крулевского. Далее предполагался вопрос о крестьянском профсоюзе. Однако в 13:45 председатель совета Эдвард Бергер объявил сессию закрытой. Вопрос о «Сельской Солидарности» внезапно был снят с повестки.
Представители «Солидарности» заявили протест, поскольку прибыли именно для этого обсуждения. Ян Рулевский и Антоний Токарчук напомнили о договорённостях, . Делегаты отказались покинуть зал заседаний. Тогда вице-воеводы Бонк и Пшибыльский вызвали милицию и ЗОМО. С 15:00 здание совета было блокировано. Рулевский, известный резкостью и горячностью, вступил в перепалку с командиром милицейского наряда майором Генриком Беднареком.
Заместитель Рулевского в быдгощском профцентре Кшиштоф Готовский выбрался из здания и позвонил Леху Валенсе. Тот объявил, что немедленно выезжает в Быдгощ. Было распространено профсоюзное сообщение о срыве достигнутых договорённостей. Ответственность за обман и конфликт «Солидарность» возлагала на председателя совета Бергера, вице-воеводу Бонка, вице-премьера Маха и партсекретаря Дымарека.
Почти все депутаты совета, за исключением пяти человек, покинули зал. Оставались профсоюзные делегаты, готовые к сопротивлению. В 18:15 Беднарек и Бонк снова потребовали очистить помещение. Рулевский и его товарищи ответили отказом. Токарчук обвинил в обмане и манипуляциях, Ярослав Вендерлих призвал мирно и конструктивно согласовать совместное коммюнике.
В 19:00 вице-воевода и майор милиции ставят ультиматум и дают на исполнение двадцать пять минут. Помещение заполнялось милицией и бойцами ЗОМО. Представители «Солидарности» снова отвергли приказ. В 20:06 майор Беднарек отдал приказ об атаке. Началась свалка и физическое столкновение. Сопротивляясь, активисты «Солидарности» пели Jeszcze Polska nie zginęła. Ян Рулевский, Михал Бартоще, Мариуш Лабентович подверглись жестокому избиению и попали в больницу.

Помню одного офицера милиции, который был особенно активен. Всё время повторял: «Хватай Рулевского!»

Антоний Токарчук, вице-председатель Быдгощского профцентра «Солидарности»

Информация об избиении в Быдгоще быстро распространилась по стране и вызвала взрыв возмущения. Правительственные СМИ отрицали сам факт происшедшего, утверждая, будто Рулевский получил травмы в результате ДТП. В адрес Рулевского распространялась клевета, сфабрикованная, как выяснилось впоследствии, в аппарате армейского политуправления под руководством Юзефа Барылы.
Члены «Солидарности» восприняли избиение Рулевского и последующую клевету на него как личное оскорбления для каждого из них. Масла в огонь подлило демонстративное бездействие направленной из Варшавы комиссии по расследованию инцидента.

## Многомиллионная забастовка
20 марта в Быдгощ прибыл Лех Валенса и выступил на многотысячном митинге. 21 марта в городе прошла двухчасовая предупредительная забастовка. 23 марта здесь же состоялось экстренное заседание Всепольской комиссии «Солидарности». Было принято решение о бессрочной всеобщей забастовке — до выяснения всех обстоятельств событий 19 марта и наказания виновных.
25 марта заместитель председателя Совмина ПНР Мечислав Раковский встретился с Лехом Валенсой. Раковский от имени правительства Войцеха Ярузельского обещал рассмотреть вопрос о легализации «Сельской Солидарности». Было также санкционировано сообщение о Быдгощском инциденте по телевидению ПНР (первое в Восточной Европе независимое информационное сообщение по ТВ). Однако гарантий легализации крестьянского профсоюза не последовало, о наказании виновных в избиении не было речи.
Всепольская комиссия поддержала «промежуточное» предложение Валенсы: вместо бессрочной всеобщей — четырёхчасовая предупредительная забастовка. Валенса с трудом сумел добиться смягчения позиции, угрожая в противном случае выйти из рядов «Солидарности». Максимум усилий для урегулирования приложила польская католическая церковь. Кардинал Стефан Вышинский встречался с Ярузельским и Валенсой, убеждая их найти компромисс. В публичном выступлении 22 марта он призывал обе стороны отказаться от открытой конфронтации, ссылаясь на опасность «внешнего фактора» (в Польше в это время проходили манёвры группы советских войск).
Всепольская комиссия «Солидарности» сформулировала список требований к правительству: наказание ответственных за избиение 19 марта; легализация «Сельской Солидарности»; гарантия безопасности для членов «Солидарности»; закрытие всех уголовных дел политического характера, возбуждённых в период 1976—1980; отмена правительственной директивы об урезании зарплаты участникам забастовок. Встреча делегации «Солидарности» с Раковским результатов не принесла. Правительство утратило всякое доверие оппозиционного профсоюза.

Если ваша жена раз за разом обманывает вас, вы будете ей доверять? Вот и мы вам больше не доверяем.

Мариан Юрчик — Мечиславу Раковскому

Общенациональная предупредительная забастовка началась 27 марта 1981 года в 8:00 по варшавскому времени и продлилась до 12:00. В ней приняли участие около 13 миллионов человек.

## Мартовское и апрельское соглашения
28 марта Валенса вновь встретился с кардиналом Вышинским. 30 марта правительство и «Солидарность» достигли т. н. «Варшавского соглашения». Власти признали факт избиения в Быдгоще, однако отложили вопрос о легализации «Сельской Солидарности» и освобождении политзаключённых. «Солидарность» же, с подачи Валенсы, отказалась от бессрочной забастовки, ранее запланированной на 31 марта. Это вызвало гнев радикалов-«фундаменталистов», выступавших за бескомпромиссное противостояние. Их позицию наиболее чётко артикулировал Анджей Гвязда.
17 апреля 1981 в Быдгоще были подписано соглашение между комиссией правительства ПНР, забастовочным комитетом «Сельской Солидарности», инициативной группой «Сельской Солидарности», Всепольской комиссией «Солидарности» и быдгощским региональным профцентра. Правительство обязалось внести в сейм законопроект о регистрации независимого профсоюза крестьян-единоличников и не препятствовать его организационной работе. Расследование быдгощских событий 19 марта продолжалось при участии представителей «Солидарности». Активистам профсоюза давалась гарантия от преследований. Соглашение публиковалось в печати и оглашались по телевидению. Со своей стороны, «Солидарность» останавливала продолжавшиеся почти месяц акции протеста.
От имени правительства документ подписал министр по делам профсоюзов Станислав Чосек, от забастовочного комитета «Сельской Солидарности» — Михал Бартоще, от инициативной группы «Сельской Солидарности» — Ян Кулай, от Всепольской комиссии «Солидарности» — Ян Рулевский, от быдгощского профцентра «Солидарности» — Мариуш Лабентович. Таким образом, из пяти подписавших, трое — Рулевский, Бартоще, Лабентович — были участниками столкновения и подверглись избиению 19 марта.

## Политическая суть инцидента
Существует версия, что инцидент 19 марта 1981 был спровоцирован консервативным крылом руководства ПОРП. «Партийный бетон» во главе с членом политбюро Тадеушем Грабским и генералом госбезопасности Мирославом Милевским целенаправленно сталкивал «Солидарность» с генералом Ярузельским, дабы не допустить соглашения между ними. В то время Ярузельский ещё не был первым секретарём ЦК ПОРП, он возглавлял правительство и министерство обороны. Генерал обладал имиджем профессионального военного и пользовался определённой популярностью. «Бетон» был заинтересован в том, чтобы создать между генералом и оппозиционным движением непреодолимый конфликт. «Провокацией против генерала Ярузельского» называли случившееся в Быдгоще и многие руководители «Солидарности», начиная с Валенсы.
Однако данная версия не имеет фактологических подтверждений. В условиях 1981 года сколько-нибудь принципиальные договорённости между Ярузельским и «Солидарностью» были исключены. Генерал олицетворял военное крыло партийного режима. Он занимал более гибкую позицию, чем «фракция бетона», но различия касались лишь методов, а не принципиальных установок. Ярузельский вполне допускал силовой вариант, который и был осуществлён под его руководством через девять месяцев после событий в Быдгоще.

Там не было победителя. Образно говоря, ослабла привязь, шар поднялся в воздух — и не взлетел, а завис… Но партийная власть убедилась — за ней нет ничего, кроме насилия. И это увидели все. Общее осознание со временем привело к победе над ложью и насилием.

Ян Рулевский

Более вероятно, что провокационное избиение 19 марта было пробой сил со стороны ПОРП, «репетицией 13 декабря». Мощная общенациональная забастовка вынудила партийно-государственное руководство ПНР отложить подавление оппозиции до конца 1981 года и задействовать в нём не только милицию, но и регулярную армию.

## Судьбы участников

### Представители «Солидарности»
Ян Рулевский был интернирован во время военного положения. В Третьей Речи Посполитой он стал видным деятелем либеральной партии Гражданская платформа, депутатом сейма и сенатором Польши.
Михал Бартоще с сыновьями активно действовал в «Сельской Солидарности». Во время военного положения издавал подпольный крестьянский журнал. В Третьей Речи Посполитой был одним из лидеров фермерского движения. Скончался в 2001 году.
Мариуш Лабентович в период военного положения был активистом подполья, арестовывался, бежал из-под стражи. Получив амнистию, эмигрировал в Канаду. Занимается агробизнесом, поддерживает связи с польскими соратниками.
Антоний Токарчук был интернирован при военном положении, работал в подпольных структурах «Солидарности». Участвовал в Круглом столе, был партийным лидером правых консерваторов, депутатом, сенатором, министром, Быдгощским воеводой, потом занялся общественной деятельностью.

### Представители властей
Генрик Беднарский в 1983—1987 был секретарём ЦК ПОРП, затем до 1988 — министром образования ПНР в правительстве Збигнева Месснера. В Третьей Речи Посполитой отошёл от общественно-политической жизни. Януш Земке, напротив, перешёл из ПОРП в СЛДС в 1989—2011 был депутатом сейма, с 2009 по 2019 — Европарламента, в 2001—2005 — заместителем министра национальной обороны в правительствах Лешека Миллера и Марека Бельки.
Зенон Дрында и Генрик Беднарек впоследствии работали в частных охранных структурах. Беднарек впоследствии возглавлял быдгощскую организацию ветеранов милиции. Дрында умер в 1991, Беднарек в 2016 году.
Роман Бонк стал дипломатическим представителем Польши в Болгарии, затем предпринимателем и банкиром.
Богуслав Стахура в 1983 был снят с поста МВД и переведён на дипломатическую службу. С 1988 пребывал на пенсии. В Третьей Речи Посполитой привлекался к судебной ответственности, но освобождён по возрасту и состоянию здоровья. Умер в 2008 году.
Зенон Платек при военном положении был назначен начальником IV управления МВД в звании генерала бригады. Отстранён после убийства Ежи Попелушко в 1984 и командирован в ЧССР. В 1990 был арестован за убийство Попелушко, но так и не был осуждён за недостаточностью улик. Умер в 2009 году.
Станислав Мах снят с правительственного поста вскоре после событий в Быдгоще и через некоторое время отправлен на пенсию.

## Память в современности
Быдгощский март рассматривается как самый драматичный момент периода с августа 1980 по декабрь 1981. В современной Польше регулярно отмечаются годовщины. У здания бывшего воеводского совета Быдгоща поставлен памятный обелиск. При этом по сей день доподлинно не установлено, кто персонально участвовал в избиении и от кого исходил приказ применить насилие.

Быдгощские события ещё раз разоблачили правящую систему, которая заменяла репрессиями отсутствие общественного доверия, жестоко подавляла стремление поляков к свободе. Происшедшее в Быдгоще полностью не объяснено по сей день. Однако все мы помним, как Польша оказалась тогда на очень серьёзной грани. Худшего конфликта удалось избежать. К сожалению, не навсегда. 13 декабря того же года было введено военное положение.
Сейм Республики Польша отдает дань уважения всем, кто тогда имел смелость выступить за свободу и кто вопреки цензуре раскрыл правду о Быдгощском марте.

19 марта 2016 года в историческом здании состоялось торжественное заседание по случаю 35-летия событий. Приветствия участникам направили президент Польши Анджей Дуда и лидер партии Право и справедливость Ярослав Качиньский. Письмо президента Дуды зачитал «Сельской Солидарности» сенатор Ежи Хрустиковский.
40-летие Быдгощского марта отмечалось 19 марта 2021 года. Быдгощ посетили президент Анджей Дуда и премьер-министр Матеуш Моравецкий. Юбилейные постановления с благодарностью участникам акта сопротивления коммунистическому правительству приняли Сейм и Сенат. Мессу в Быдгощском кафедральном соборе отслужил епископ Ян Тырава. На торжественном заседании выступил Ян Рулевский.